# Safia celia
Safia celia är en fjärilsart som beskrevs av Pieter Cramer 1781. Safia celia ingår i släktet Safia och familjen nattflyn. Inga underarter finns listade.

## Bildgalleri

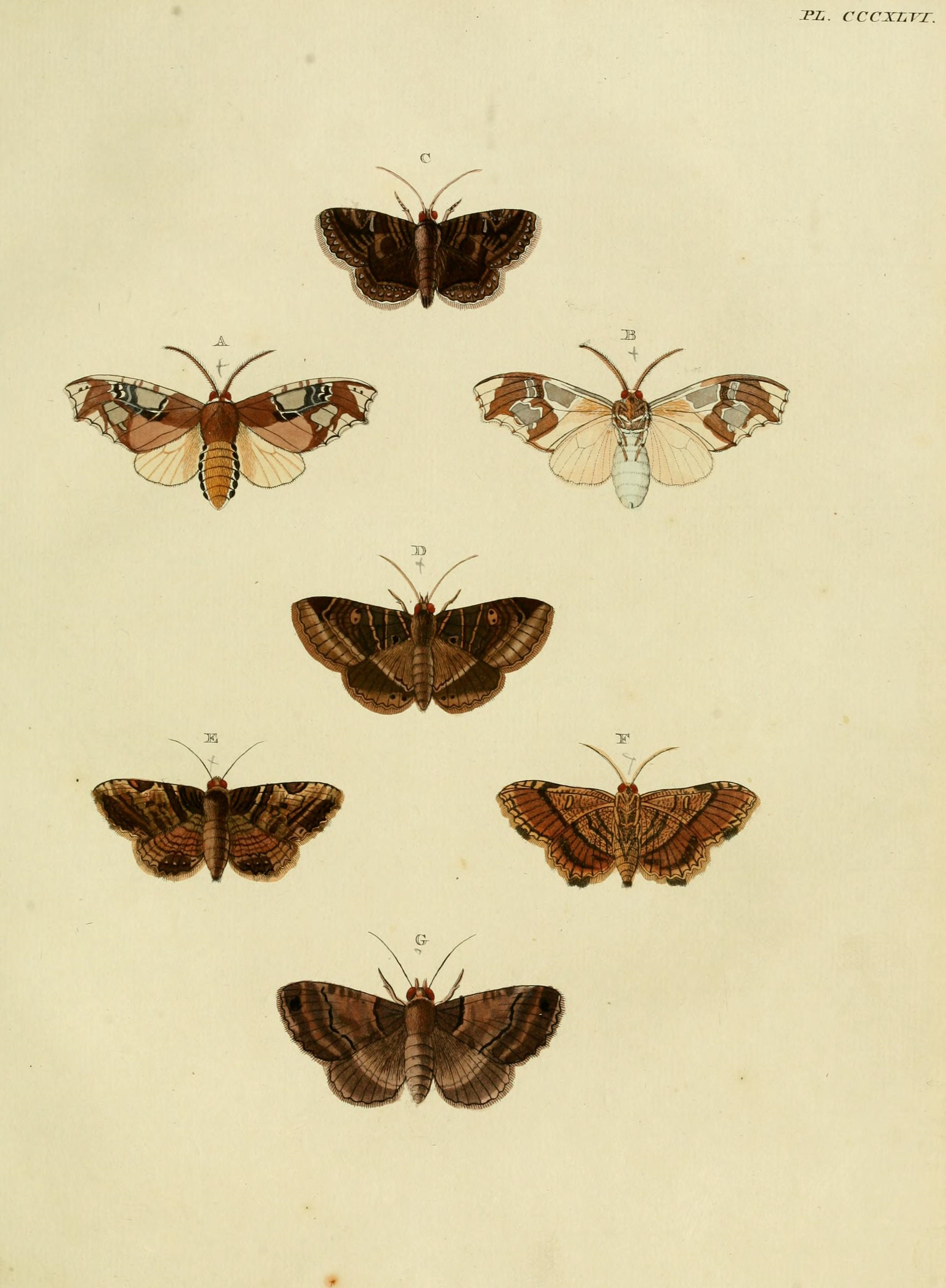